# سیارک ۵۱۱۶
سیارک ۵۱۱۶ (به انگلیسی: 5116 Korsor، نامگذاری:1988EU) پنج هزار و صد و شانزدهمین سیارک کشف شده‌است که در ۱۳ مارس ۱۹۸۸ کشف شد.
قدر مطلق سیارک برابر ۱۱٫۴۰ است.